# Brent Ashley
 (octobre 2015).
Si vous disposez d'ouvrages ou d'articles de référence ou si vous connaissez des sites web de qualité traitant du thème abordé ici, merci de compléter l'article en donnant les références utiles à sa vérifiabilité et en les liant à la section « Notes et références ».
Brent Ashley (né le 9 avril 1979 aux États-Unis) est un bassiste et un designer de vêtement (Arrogant Armor).

## Biographie
Brent Ashley commence sa carrière à l'âge de 20 ans au sein du groupe Synical qu'il rejoint en avril 1999 et avec lequel il travaillera jusqu'en février 2002.
Entre-temps, Brent Ashley rejoint Tim Sköld en août 2001, sur le projet « Disrupting the Orderly Routine of the Institution ». Ils travailleront ensemble une année entière soit jusqu'en août 2002. C'est à cette même date, qu'il quittera le groupe Sarin qu'il aura rejoint en septembre 2001.
Brent Ashley aura une interruption dans sa carrière jusque mars 2003, date à laquelle il rejoindra le groupe Leisure. Il travaillera avec ce groupe durant 11 mois (jusqu'en février 2002).
Cette fois encore, une interruption relativement longue dans sa carrière puisque ce n'est pas avant avril 2005 que Brent rejoindra le groupe The Dreaming. Il obtient alors son plus long contrat à ce jour. Il restera dans le groupe jusqu'en juin 2011.
Brent Ashley continue comme il l'a toujours fait, de travailler avec plusieurs groupes en même temps. il rejoint alors, en février 2011 Wayne Static et Static-X. Il rejoindra en plus le groupe September Mourning en Janvier 2012 avec qui il arrêtera en août 2012. C'est en septembre 2012 qu'il quittera le groupe de Wayne Static : Static-X.
Violent New Breed et Brent ashley commence un contrat ensemble en avril 2013. Une fois encore, il travaillera avec plusieurs groupes en même temps : Davey Suicide (de aout 2013 à décembre 2014) Psyclon Nine (de mars 2014 à septembre 2014) et The Dreaming qu'il rejoindra en Mai 2014. 
Il quittera à nouveau le groupe The Dreaming en février 2015 quelques mois après avoir rejoint le groupe Combichrist (octobre 2014). 
Il est actuellement en tournée avec le groupe Combichrist jusqu'au 23 novembre 2015 où ils termineront à Indianapolis. Brent Ashley est encore parmi les membres de Violent New Breed.